# Psammoclema rubrum
Psammoclema rubrum är en svampdjursart som först beskrevs av Claude Lévi 1958.  Psammoclema rubrum ingår i släktet Psammoclema och familjen Chondropsidae.
Artens utbredningsområde är havet utanför Saudiarabien. Inga underarter finns listade i Catalogue of Life.